# Летрилля
Летрилля (також летрилья, летрілья; Letrilla) — жанр іспанської поезії, особливо популярний в XVI—XVII століттях. Бере свій початок в народній пісенній культурі Іспанії.
За формою летрилля являє собою невеликий віршований твір, розбитий на симетричні строфи, що закінчуються рефреном. Зміст летриллі, як правило, легкий, відомі також сатиричні летриллі.
Найбільш відомими авторами, які зверталися до даного жанру, були Луїс де Ґонґора в перший (так званий «ясний») період творчості і Франсіско де Кеведо.